# الحكام الكيشيون الأوائل
الحكام الكيشيون الأوائل هم تسلسل من ثمانية أو ربما تسعة أسماء تظهر في قوائم الملوك البابليين والآشوريين وتزعم إنها تمثل الملوك الأوائل أو الأسلاف للسلالة التي أصبحت الكيشيون أو الأسرة الثالثة في بابل, حكمت لمدة576عامًا و9 أشهر و36ملكًا، وفقًا لقائمة الملوك أ .في جميع الاحتمالات حكمت الأسرة بابل لمدة 350 عامًا تقريبًا.

## تقليد قائمة الملك
يتميز عصر الحكام الكيشيين الأوائل بندرة السجلات التاريخية الباقية. المصادر الرئيسية للأدلة على وجود هؤلاء الملوك هي قائمة الملوك البابليين أ، و تظهر أول ستة ملوك فقط، وقائمة الملوك الآشوريين المتزامنة ،والتي تذكر أسماءهم بشكل غير واضح، ويتم مقارنتها أدناه، بعد برينكمان.
1- غانداش حكم لمدة 26 سنة .
2- آغوم الثاني حكم لمدة 22 سنة .
3- كاشتلياش الأول حكم لمدة 22 سنة .
4-  تضيف قائمة الملوك البابليين (أ) ملكًا بين كاشتلياش الأول وأبي-رتاش، لكن القائمة تالفة والاسم غير محفوظ. تغفل قائمة الملوك المتزامنة هذا الرقم.
5- أبي-رتاش حكم لفترة مجهولة .
6- كاشتلياش الثاني حكم لفترة مجهولة .
7- أور-زيكرماش حكم لفترة مجهولة .
8- حربي-شباك حكم لفترة مجهولة .
9- تبتازكي حكم لفترة مجهولة .
ومن ثم أتى آغوم الثاني وحرر بابل من الحيثيين واستعاد تمثال مردوخ الذي سرقه الحيثيين قديماً .

## تاريخ
من المحتمل إن أقدم عمل عسكري شارك فيه الكيشيون محفوظ في صيغة التاريخ للسنة التاسعة من حكم سمسو إيلونا(1741 قبل الميلاد).يُطلق عليها" عام الجيش الكيشي"،يبدو إنه لم ينجح تمامًا في صد الغزاة، وهي علامة ضعف أشعلت شرارة ثورات واسعة النطاق في المدن في جميع أنحاء بلاد ما بين النهرين ورد حاسم من سمسو إيلونا.يسجل أسم السنة الرابعةلأبي إيشوه(1707 قبل الميلاد)، أبن وخليفة سمسو إيلونا، أن أبي إيشوه "أخضع الكيشيين". وفي نفس الوقت تقريبًا، حمل ملك من مملكة الفرات الأوسط يُدعى خانا، الدولة الخليفة لماري،أسم كاستيلياشو، ولكن بصرف النظر عن هذا الاسم، لا يوجد دليل على إن المنطقة كانت محتلة من قبل الكيشيين خلال هذا الوقت، وخلفه شونوهرو-أمو، وأسمه أموري. عثر على طبعتين من الختم في عاصمة خانا ترقامكتوب عليهما،"[جي] ميل نينكار [آك]، ابن أرشي-آ [خوم]، [se] rvant of Ila [ba]، [و K]aštili [ašu]". يتكهن فراين بأن كاستيلياشو ربما كان بابليًا نصبه سمسو إيلونا بعد هزيمته لإياديخ أبو وليس حاكمًا محليًا.
نص مدرسي يعود إلى الألفية الأولى قبل الميلاد يزعم إنه نسخة من أحد نقوشه ينسب إلى غانداش غزو بابالام . :H.3.1وهذا ما يقرأ:
Gaddaš, the king of the four quarters of the world, the king of the land of سومر

And Akkad, the king of Babylon, am I.

At that time, the إيكور of إنليل, which in the conquest 

ربما كان أغوم الأول موضوعًا لنقش تأريخي يعود إلى القرن السابع قبل الميلاد والذي يذكر أيضًا داميق-إيلوشو، آخر ملوك الأسرة الأولى في إيسن. يذكر نقش أغوم -كاكريمي أغوم رابي-إي، كاستيلياشو، وأبي راتاش، وأور-شيجوروماش كأسلاف لأغوم-كاكريمي( أغوم الثاني)، كل منهم أبن للأب السابق باستثناء أور-شيجوروماش، الذي يوصف بأنه من نسل أبي راتاش. لا تسمح الآثار الموجودة في الموضع التاسع من قائمة الملوك المتزامنة باسم أغوم ، لذا تم اقتراح كاكريمي كبديل. 

## نصوص تل محمد
أسفرت الحفريات في الضاحية الجنوبية الشرقية لبغداد المعروفة باسم تل محمد عن العثور على أرشيفين يعودان إلى فترة سلالة بلاد البحر الأولى. أما الآثار من المستوى الثالث، نقب عنها في تسعينيات القرن العشرين، أرخت بأسماء السنوات، على سبيل المثال:"السنة التي حملت فيها المياه الملك Ḫurduzum إلى المدينة". أما تلك الموجودة في المستوى2، والتي نقب عنها في سبعينيات القرن العشرين، تحمل صيغة تأريخ مختلفة قليلاً، على سبيل المثال:"تم إعادة توطين بابل في عام38.عام الملك Šipta'ulzi"، وهي في الغالب عبارة عن قروض فضية وحبوب.يعتقد أن الطبقات متباعدة بحوالي جيل واحد. ارتبطت إعادة توطين بابل بعواقب نهب الحثيين للمدينة في عهد مورسيلي الأول . اقترح بويز أن يتم تحديد الملكين بأولئك الذين كانوا في الموضعين السابع والثامن، وأن يتم تبني قراءة مختلفة قليلاً لخوربازوم بدلاً من خوردوزوم، وهو الموقف الذي ينازعه برينكمان.

## ملحوظات
1. ↑  a-na u4-mu nam-ri dGU.DINGIR.DINGIR EN EN.EN

mga-ad-daš LUGAL kib-ra-a-tú ár-ba-a LUGAL KUR šu-me-ri

ù URUki-I LUGAL bà-bà-lam a-na-ku-ma

i-nu-šu-ma É-kur den-líl šá i-na ka-šad bà-bà-lam

[uš(?)-t]am-[si]-k[u] i-nu [x-x]-zu ú-pi-ši-[x]